# José Jéronimo Triana
José Jéronimo Triana (Bogota, 22 mei 1834 - Parijs, 31 oktober 1890) was een Colombiaans botanicus. Hij heeft in zijn herbarium 60.000 specimens gecatalogiseerd die 8.000 soorten representeren. Voor de wetenschappelijke namen die hij heeft gepubliceerd wordt de afkorting Triana gebruikt. Samen met Jules Émile Planchon was hij verantwoordelijk voor de uitgave van Prodromus florae Novo-Granatensis (1862-1867).

## Publicaties
- Nuevos géneros y especies de plantas para la flora neogranadina (1855)
- Flora colombiana (1856)
- Monografía de las gutíferas (1856)
- Prodromus florae Novo-Granatensis (1862-1867)

- Biblioteca Nacional de España: XX1140886
- Bibliothèque nationale de France: cb12553790s (data)
- Author citation (botany): Triana
- Stuttgart Database of Scientific Illustrators 1450–1950: 3978
- Gemeinsame Normdatei: 117417432
- International Standard Name Identifier: 0000 0001 2131 4699
- Library of Congress Control Number: n93008588
- Istituto Centrale per il Catalogo Unico: RMSV550929
- Système universitaire de documentation: 034826203
- Virtual International Authority File: 47539350
- WorldCat: E39PBJqQymH4JKbFHggB7CyfMP